# Lager (bildbehandling)
Lager (engelska: layers) används inom digital bildbehandling för att separera olika delar i en bild, för att varje del ska kunna redigeras oberoende av de andra. Det är en standardfunktion i dagens bildbehandlingsprogram, och infördes för första gången i Fauve Matisse (senare Macromedia xRes), för att sedan tillgängliggöras i Adobe Photoshop 3.0 år 1994.

## Stöd
I princip alla moderna bildbehandlingsprogram har stöd för lager, och funktionen stöds i många filformat, till exempel:
- PSD (Adobe Photoshop)
- PDN (Paint.NET)
- XCF (GIMP)
- PSP (Paint Shop Pro)
- TIF

## Användning
Lager kan bestå av antingen pixlar eller modifieringsinstruktioner. De staplas på varandra, och ordningen påverkar slutresultatet eftersom de lager som ligger högre upp täcker dem som ligger längre ner. Ett lager kan dock till viss, eller stor, del vara transparent, så att det som ligger under till viss, eller stor, del syns.

### Exempel

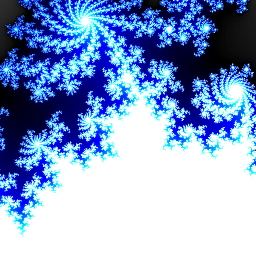
En del av en i Paint.NET renderad Mandelbrotmängd (Mandelbrot Fractal).
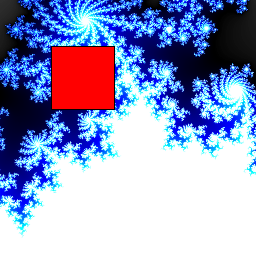
En röd kvadrat har lagts till i ett eget lager, som är placerat ovanpå fraktalens lager.
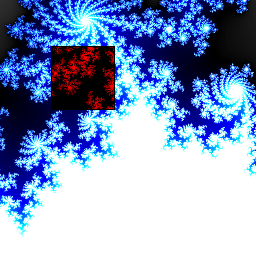
Effekten Color Burn har applicerats på det övre lagret (kvadraten), vilket gör att bakgrunden lyser igenom kvadraten.
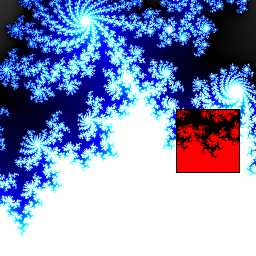
Kvadraten har flyttats utan att fraktalen har påverkats.